# 菲利克斯·布里希
菲利克斯·布吕希（德語：Felix Brych，1975年8月3日—）是一位德国法学家及足球裁判，现注册于巴伐利亚足球协会辖下的慕尼黑哈特畔体育俱乐部（SV Am Hart München）。他是FIFA认证的国际裁判，同时也是UEFA的精英裁判组成员。

## 裁判生涯
作为慕尼黑哈特畔体育俱乐部（SV Am Hart München）的注册会员，布吕希是在1999年成为德国足协裁判。他自2001年首度执法德乙，并于2004年升任德甲裁判组。布吕希的德甲首秀是在2004年8月28日完成，于柏林赫塔对阵美因茨05的比赛中担当主裁判。而在此之前，他已于2003年以外籍裁判身份执法过韩国的經典K聯賽，此后亦在2008年于沙特职业足球联赛中鸣哨登场。
自2007年1月起，布吕希入选FIFA国际裁判名录。他在2008年2月由帕纳辛奈科斯对阵格拉斯哥流浪者的32强淘汰赛中首度执法欧洲联赛；而同年9月由利物浦对阵埃因霍温的分组赛又成为他在欧洲冠军联赛中的首演。他在国家队层面执法的首场比赛则是2008年8月进行的2008年欧锦赛预选赛，由卢森堡对阵罗马尼亚。同年，布吕希晋身欧洲足联（UEFA）的二级裁判组，自2009年起则成为精英裁判组成员。在2012-13赛季结束后，布吕希于2013年6月13日首次被德国足协评为年度最佳裁判，其后又在2015年及2016年两度获得这一殊荣。
2012年，布吕希获委任以裁判身份参加伦敦奥运会足球比赛。在那里，他首先执法的是7月29日由塞内加尔对阵乌拉圭（2:0）的分组赛，共出示了6张黄牌和1张红牌。而在随后执法巴西对阵洪都拉斯（3:2）的四分之一决赛中，他则共出示了8张黄牌和1张两黄一红牌。在2013年5月15日于阿姆斯特丹举行的欧洲联赛决赛上，布吕希是以第四官员的身份（主裁判为荷兰人）监督了本菲卡与切尔西的对决。作为裁判，他还参加了2013年在巴西举行的国际足联联合会杯。
2013年11月20日，布吕希主哨了新西兰在惠灵顿对阵墨西哥的2014年世界杯预选赛跨洲附加赛次回合比赛，其中墨西哥继首回合主场于阿茲特克體育場取得5比1的领先优势后，又在次回合以4比2大胜，从而获得世界杯入场券。2014年1月15日，布吕希又与其助理裁判马克·博尔施和斯特凡·卢普一同入选了2014年巴西世界杯的25人裁判大名单。
布吕希的首个大型赛事决赛主哨经历是在2014年5月15日于都灵举行的欧洲联赛决赛，其中塞维利亚通过点球大战以4比2战胜本菲卡。而在2015年5月30日于柏林举行的2015年德国足协杯决赛中，布吕希与其助理博尔施和卢普又成为由多特蒙德对阵沃尔夫斯堡的裁判组。担当第四官员的则是罗伯特·哈特曼。
2015年12月15日，布吕希成为唯一入选2016年法国欧锦赛的德语区裁判，并主哨了两场小组赛和一场四分之一决赛。他就此成为先后参加过2014年世界杯以及2016年欧锦赛的七位裁判之一。

### 其它
在布吕希的裁判生涯中，较为特别的一场是2007-08赛季德国足协杯首轮，他在主哨这场由韦恩威斯巴登对阵斯图加特的比赛中，共向双方球员出示了7张黄牌及4张红牌。而在2010-11赛季德甲由科隆对阵凯泽斯劳滕的首轮比赛中，布吕希创造了德甲历史上的最快红牌纪录：开场后仅87秒，作为己方最后一名后卫的科隆球员尤斯夫·穆罕默德为了阻挡一次明显的得分机会而拉倒对手，被布吕希果断出示红牌罚下。
布吕希裁判生涯中最具争议的判罚是在2013-14赛季、由勒沃库森对阵霍芬海姆1899的第9轮比赛中发生的“幽灵”入球。比赛的第70分钟，勒沃库森前锋头球攻门，皮球擦着左侧立柱从边网的破洞中飞进球门。当值主裁布吕希在和助理裁判进行沟通后认定进球有效，而由于当时皮球运行速度太快，霍芬海姆球员也未立即提出抗议，直到两分钟后在球门后热身的替补球员才发现左侧球网边的大洞。勒沃库森以2比1获胜，但霍芬海姆赛后立即上诉要求重赛。布吕希在听证会中表示自己曾怀疑这个进球，但最终还是判定进球有效。德国足协体育法庭随后驳回上诉。

## 个人生活
布吕希拥有法学博士学位，其提交的博士论文是关于通过公社发展职业体育。布吕希现单身居住于慕尼黑，主职是在巴伐利亚足球协会担任人才发展及裁判部的部门主管。